# Maestro del Trittico Horne
Il Maestro del Trittico Horne (fl. XIV secolo) è stato un pittore italiano, attivo nella prima metà del Trecento.

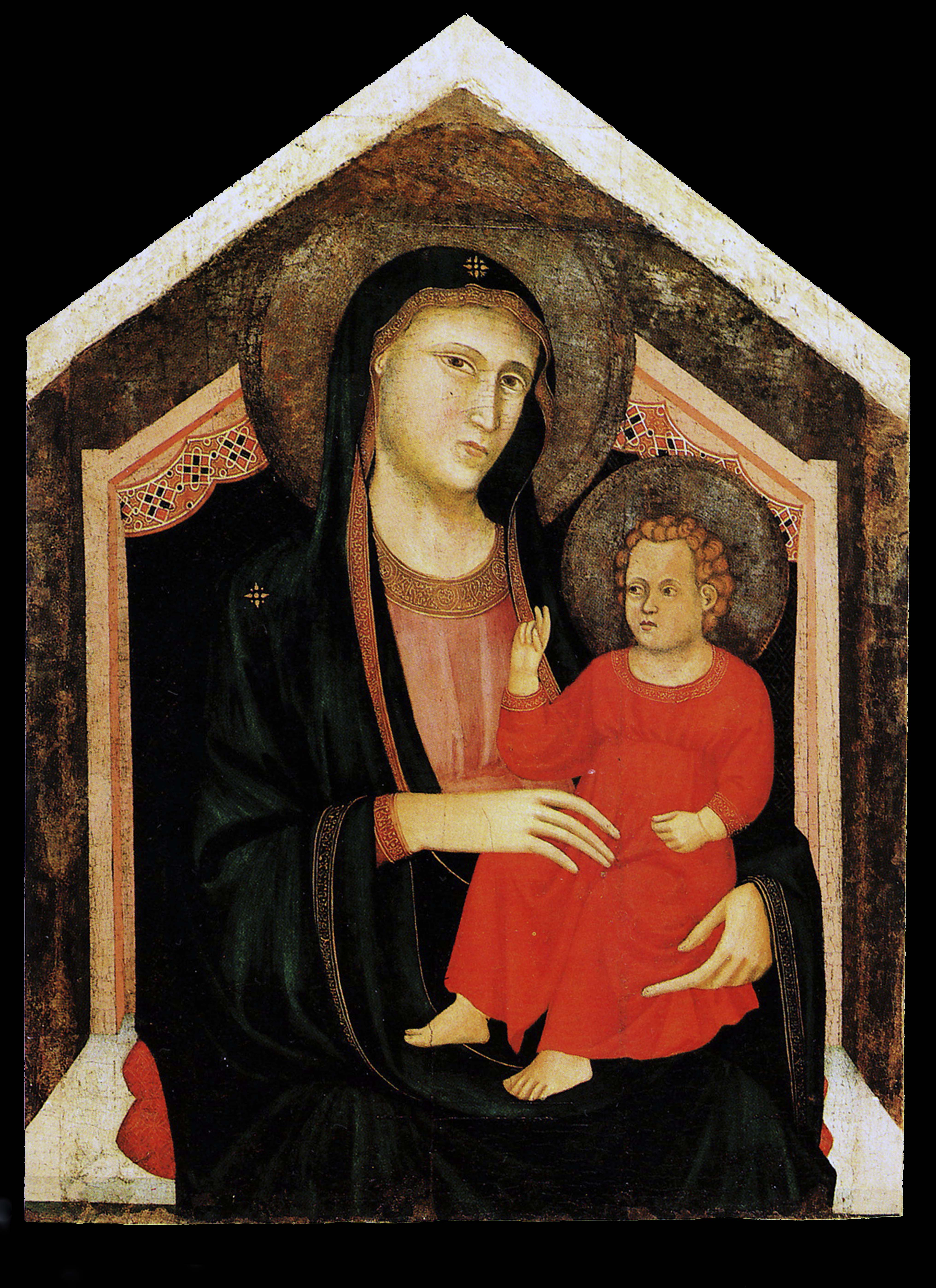
Madonna col Bambino, Museo di San Casciano

Il trittico con la Madonna col Bambino e due sante nel Museo Horne venne inizialmente riferito da van Maerle alla scuola del Maestro della Santa Cecilia, avvicinandolo a una Madonna in trono col Bambino del Museo civico di Pescia. Richard Offner in seguito ricostruì la personalità distinta del "Maestro del Trittico Horne", a cui assegnò la Madonna pesciatina, una nel conventino della Maddalena a Pian del Mugnone e il San Pietro Martire della chiesa di Santo Stefano al Ponte, oltre a due Madonne in collezione privata (una nella collezione di Vittorio Cini).
In ogni caso è innegabile il debito col Maestro della Santa Cecilia, aggiornato a qualche influenza senese, in un arco temporale dell'attività entro la prima metà del Trecento. Più recentemente è stato avanzato il nome di Gaddo Gaddi, padre Taddeo.